# شوتارو شوجی
شوتارو شوجی (انگلیسی: Shutaro Shoji; ۱۲ نوامبر ۱۹۳۳ – ۱۵ ژانویهٔ ۲۰۱۷) بازیکن بسکتبال اهل ژاپن بود.